# Naratologie
Naratologie je označení pro větev literární teorie, která se zabývá zkoumáním způsobu vytváření fabulí, schématy jejího uspořádání a jejich typologií. Synonymním pojmem je teorie vyprávění. Teorie vyprávění v klasickém pojetí zkoumá narativní dimenzi epických textů a popisuje jejich vyprávěcí struktury.

## Pojmové vymezení
Synonymním pojmem je teorie vyprávění, byť z hlediska sémantického jde o zcela jiné pojmy. Narace je akt, proces vyprávění a vyprávění se týká toho, o čem se povídá. Navíc naratologie se nezabývá samotnou narací, ale formami toho, co je vyprávěno. Hledá univerzální fabulační kódy platné pro znakové systémy uměleckých děl – zejm. literatury (ale i filmu, obrazu, …) a zkoumá jejich sepětí se způsobem vyprávění.

## Nejvýznamnější postavy
Naratologie vyrůstá z kořenů Aristotelovy poetiky, k nejdůležitějším předchůdcům však patří výzkumy Clauda Lévi-Strausse a Vladimira Proppa. Definitivní zrod se datuje od druhé poloviny 20. století. Moderní naratologie získala na významu ve strukturalistických teoriích a za jejího otce se považuje Franz Karl Stanzel se svojí Teorií vyprávění. 
Za nejvýznamnější představitele se počítá Litevec Julian Algirdas Greimas, Bulhar Tzvetan Todorov, Francouz Gérard Genette a Roland Barthes.

## Předchůdci
S počátky teorie vyprávění je spjaté jméno Clauda Lévi-Strausse, francouzského strukturalistického antropologa, který se zabýval strukturou mýtu a na první pohled odlišné mytologické příběhy popsal jako variace na několik málo témat – univerzálních struktur, na něž lze mýty redukovat. Rozbor prováděl na gramatickém modelu, kdy se stává mýtus „jazykem“ a jeho jednotkou jsou mythémy, nejelementárnější části („mythém“ je odvozenina z „foném“), které dávají význam teprve ve vhodných kombinacích. Pravidla seskupování jsou potom jakousi „gramatikou“. Její zkoumání je nedílně spjaté s lidskými myšlenkovými pochody a právě ony jsou předmětem vyprávění (např. princip binárních opozic) spíše než konkrétní příběhy. Vyprávění mýtu však přesahuje subjektivní rámec a dá se tak říci, že mýtus „myslí skrze čtenáře“. To je ve shodě se strukturalistickou tendencí decentralizace jedince, coby cíle významu.
Druhým významným katalyzátorem vzniku teorie vyprávění je Vladimir Propp se svou prací Morfologie pohádky. Ruský formalista redukuje veškeré pohádky na sedm okruhů jednání (hrdina, pomocník, škůdce,…) a funkce jednajících osob. Opět pouze vhodná kombinace těchto struktur tvoří pohádku jako žánr.
Mezi dalšími předchůdci strukturalistické naratologie najdeme např. Kate Hamburgerovou, Eberharda Lämmerta, Wayna Bootha a pojímání aristotelské poetiky Chicagské školy a ruského formalismu.

## Vývoj naratologie
Na Proppovy úvahy navazuje později studie Strukturální sémantika A. J. Greimase, která celou teorii dovádí do abstraktnější roviny pomocí koncepce aktantů.
O gramatickou analýzu se pokouší i Todorov při zkoumání Boccacciova Dekameronu. 
Mezi nejelementárnější pojmy naratologie patří formalistické označení fabule a syžet (popř. obdobné pojmy francouzského strukturalismu histoire a discours). Teprve Gérard Genette však přináší ucelenější podrobnou terminologii pro rozbor teorie vyprávění ve své práci o vyprávěcím diskurzu (Diskurz vyprávění, 1972). Zkoumá v ní vztahy mezi vyprávěnými příběhy a podobou, v níž jsou předávány k recepci. 
Narativní analýza v jeho pojetí čítá pět kategorií:
- Posloupnost odkazuje k anachronii – nesouladu mezi fabulí a syžetem (skrze analepsi a prolepsi)
- Trvání způsob jakým může vyprávění rozšiřovat, zrychlovat a zpomalovat trvání epizod
- Frekvence vypovídá zda se událost ve fabuli odehrála jednou či vícekrát a kolikrát se o ní vypráví.
- Kategorie Způsobu se dá dělit na dvě podskupiny: distanci a perspektivu. Distance zkoumá, zda jde o přímé převyprávění (diegésis), či jeho reprezentaci (mimésis) a zda se užívá přímé či nepřímé řeči. Perspektivu (= hledisko, point of view) lze chápat jako hledisko vypravěče, který má různou úroveň vědomostí (oproti svým postavám).
- Kategorie Rodu potom rozebírá typ vypravěče a příběhu (vtaženost vypravěče do příběhu, rozdíl mezi časem vyprávěcím a vyprávěným).

Právě Genette mj. popsal rozdíl mezi vyprávěním (kdo mluví?) a fokalizací (kdo vidí?).
Genettovi nástupci poté zpracovali například typologii technik, jimiž se zprostředkovávají myšlenky a pocity: Polopřímá řeč, záznam myšlenek a vnitřní monolog. 
Výrazný zlom pro vývoj naratologie znamená i Stanzelova Teorie vyprávění (1979), v níž předkládá klasifikaci tří typických vyprávěcích situací. Jedná se o jeden z prvních a dodnes nejcennějších pokusů o popis základních možností zprostředkování vyprávění.

## Pozdní vývoj
Další vývoj přinesl i nové přístupy k teorii vyprávění: Feministická naratologie, která se orientuje na genderovou problematiku v literatuře, kognitivní naratologie a interdisciplinární naratologie, která stojí na pomezí lingvistiky a literární vědy, poststrukturalistickou kritiku teorie vyprávění a non-esenciální přírodní naratologii. Tyto nové přístupy jsou charakteristické vědeckou interdisciplinaritou a bořením omezení na literární vyprávění. Současná naratologie se stále častěji zabývá i non-fiktivními příběhy, zkoumá naraci žurnalistickou, zpravodajskou a všeobecně mediální. Zaobírá se recepční relevancí, mimetickou rovinou a ověřitelností údajů.

## Česká naratologie
Česká literární věda se analýzou vyprávění a poetiky zabývá již od 20. let 20. stol. Je zde patrný vliv ruské formalistické školy, německé estetiky a strukturální lingvistiky. Jedním z nejvýznamnějších předchůdců teorie vyprávění u nás je Jan Mukařovský, který zpracovával zejm. téma subjektivizace epiky. Diachronní přístup k teorii prozaické lit. přinesl Felix Vodička v návaznosti na formalismus (Počátky krásné prózy novočeské, 1948). Systematizací v oblasti vztahu fabule-syžet se zabýval Lubomír Doležel, který vytvořil typologii vyprávěcích promluv a zpracoval diachronní vývoj pojímání objektivizace a subjektivizace vyprávění. Zásadní dílo Významová výstavba literárního díla Miroslava Červenky, který zde podrobuje zkoumání osobu vypravěče, nemohlo být v 60. letech zveřejněno a vydání se dočkalo až v 90. letech. 
Nora Krausová ve studii Význam tvaru – tvar významu (1984) podrobuje kritice elementární pojmy teorie vyprávění a sémantiku vyprávění v podání Greimase a Barthese. Zásadním příspěvkem k problematice narativní sémantiky je také Doleželova Heterocosmica (1998), která navazuje na Ecovo zkoumání teorie fikčních světů.